# Altenmünster (Crailsheim)
Altenmünster ist ein Stadtteil von Crailsheim, der bis zur Eingemeindung am 1. April 1940 zusammen mit Ingersheim an der Jagst eine eigene Gemeinde bildete. Trotz der Lage nahe dem Stadtzentrum konnte es seinen dörflichen Charakter weitestgehend bewahren und ist durch Verkehrswege, Baulücken und Gewerbegebiete am Rande von der zentralen Siedlungszone der Stadt baulich getrennt.

## Geographie

### Lage
Altenmünster liegt auf etwa 410–430 m ü. NHN im Südwesten des Crailsheimer Stadtgebietes südlich der Murrbahntrasse, die es erkennbar von den nördlich gelegenen Stadtteilen scheidet. Es wird ungefähr mittig in Nordost-Südwest-Richtung von der Landesstraße 1066 („Gaildorfer Straße“) durchzogen und in zwei Hälften geteilt. Der alte Dorfkern liegt an der Südostseite der Landesstraße nahe der Quelle des mittlerweile auf weiter Strecke verdolten Brunnenbaches. Die späteren und sehr viel umfangreicheren Baugebiete erstrecken sich nördlich bis zum Bahndamm der Murrbahn, östlich bis nahe an die Trasse der Oberen Jagstbahn und westlich bis auf den Hangfuß des über 450 m ü. NHN hohen Kreuzbergs.

### Nachbarorte
Die Bebauung Altenmünsters geht in westlicher Richtung teilweise fließend in die des Gewerbegebietes Flügelau über. Nördlich liegt – getrennt durch die Murrbahn – der Stadtteil Fliegerhorst, im Osten in gut einem halben Kilometer Entfernung jenseits der Oberen Jagstbahn und der Talmulde der Jagst der Stadtteil Ingersheim, der etwas umwegig über die K 2642 erreichbar ist. Die L 1066 führt zum noch etwas weiter südwestlich entfernten Stadtteil Onolzheim (Entfernungen jeweils in Luftlinie von Siedlungsrand zu Siedlungsrand).

## Geschichte
Erstmals erwähnt wurde der Ort unter dem Namen Munster 1270, dann 1285/86 als Altemunster und schließlich ab 1326 unter dem heutigen Namen. Der Name des ursprünglich bäuerlich geprägten Weilers leitet sich vom Lateinischen monasterium (Kloster) ab. Mutmaßlich stand hier im 8. Jahrhundert eine exemte Klosterkirche zu den Heiligen Peter und Paul als Teil eines Familienklosters der Maulachgau-Grafen, welches früh abgegangen sein muss; urkundliche Belege dazu fehlen jedoch.
Ab dem 14. Jahrhundert finden sich Belege über wechselnde Herrschafts- und Besitzverhältnisse. Altenmünster fiel als Erbe der Grafen von Flügelau an Hohenlohe. 1399 kam es an das Fürstentum Ansbach, welches alle Rechte innehatte, außer der Vogtei über einige Untertanen des Rittergutes Goldbach, der Ellrichshausen und der Reichsstadt Hall.
1613 und 1634 grassierte in Altenmünster die Pest, sie kostete 32 Einwohnern das Leben.
Zwischen 1622 und 1640 waren immer wieder Soldaten stationiert. 1688 überfiel im Zuge des Pfälzischen Erbfolgekriegs Antoine de Pas mit 1000 Dragonern und 300–400 Mann zu Fuß Crailsheim und das angrenzende Altenmünster. 48 Mann wagten einen Ausfall aus der Stadt, wurden aber gefangen genommen und in die Kirche zu Altenmünster gesperrt. 1741 waren französische Hilfstruppen erneut in Altenmünster. Am 3. September hatten 4000 Franzosen ein Lager aufgeschlagen, am 7. folgten 4000 Reiter.

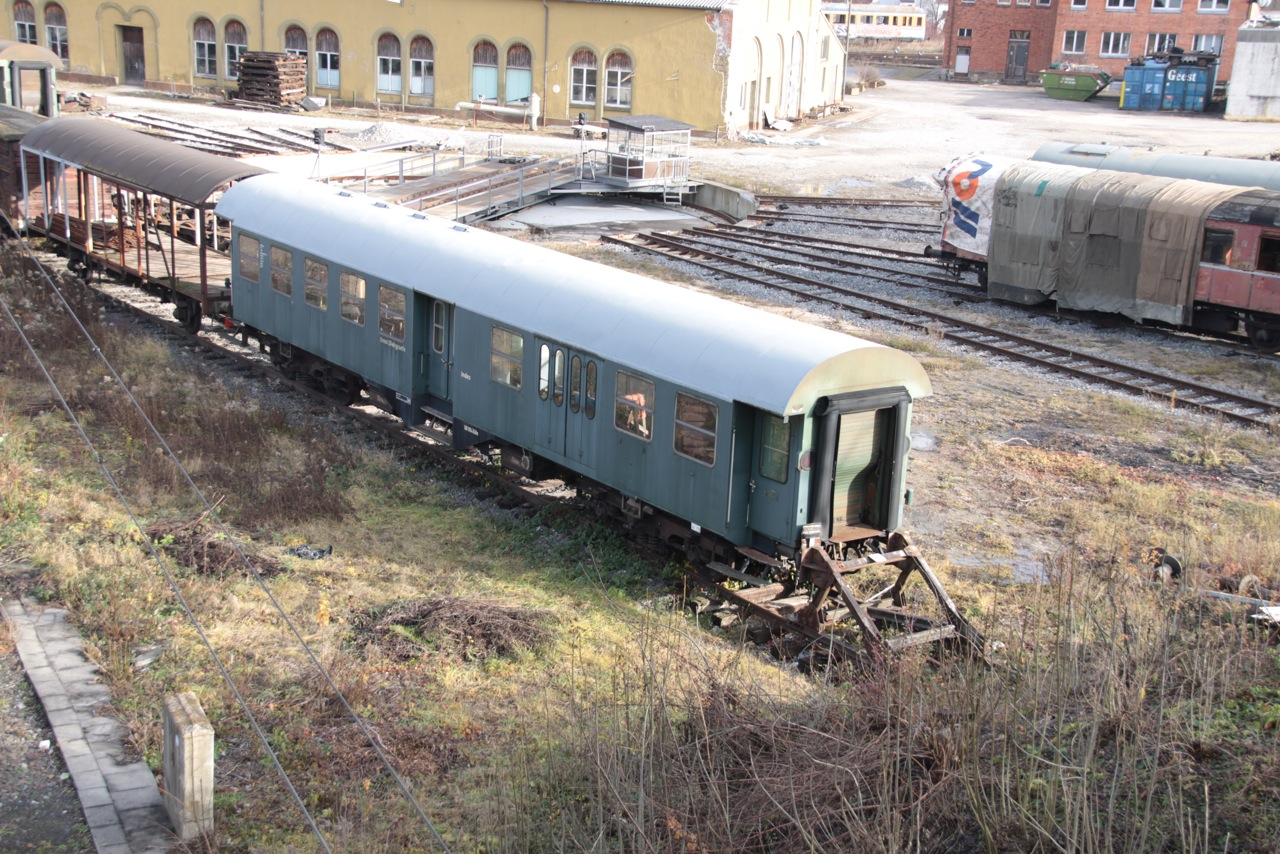
Gelände des historischen Bahnbetriebswerks Crailsheim in Altenmünster

Über viele Jahrhunderte lebten in Altenmünster hauptsächlich arme Pächter und Tagelöhner. Im Jahre 1828 hatte der Weiler ca. 220 Einwohner. In dieser Zeit konzentrierte sich die Besiedlung um die Kirche und entlang der heutigen Alten Dorfstraße und Kirchstraße. Erst durch den Eisenbahnanschluss der Stadt Crailsheim im Jahre 1866, änderte sich dies zunehmend. Im Laufe der Jahre entstand eine Eisenbahnersiedlung nördlich des Ortskerns entlang der heutigen Gaildorfer Straße.
Bis 1940 zählte Altenmünster zum Oberamt Crailsheim und als Wohnplatz zu Ingersheim. Am 1. April 1940 wurde Ingersheim nach Crailsheim eingemeindet. Zu diesem Zeitpunkt hatte Altenmünster bereits ca. 1400 Einwohner. Seither wuchs der Ortsteil durch Erschließung großer Flächen stark. In der Nachkriegszeit siedelten sich westlich von Altenmünster mehrere kleinere und größere Betriebe an, welche dem Ortsteil zu weiterem Aufschwung verhalfen. Zu Beginn der 1970er Jahre wurden außerdem westlich der L 1066 zwei große Wohnhochhäuser errichtet, welche das Ortsbild bis heute maßgeblich prägen.
Heute bildet Altenmünster mit 4.764 Einwohnern, nach der Innenstadt (6.764 Einwohner) und dem Stadtteil Kreuzberg (5.638 Einwohner), den dritt-einwohnerstärksten Ortsteil Crailsheims. Rund ein Siebtel der Stadtbevölkerung lebt hier. Zum Selbstverständnis vieler Einwohner Altenmünsters gehört es, sich selbst eher als Altenmünsterer denn als Crailsheimer zu bezeichnen.

## Religion
Heute gehört die Kirchengemeinde Altenmünster dem Kirchenbezirk Crailsheim-Blaufelden an.

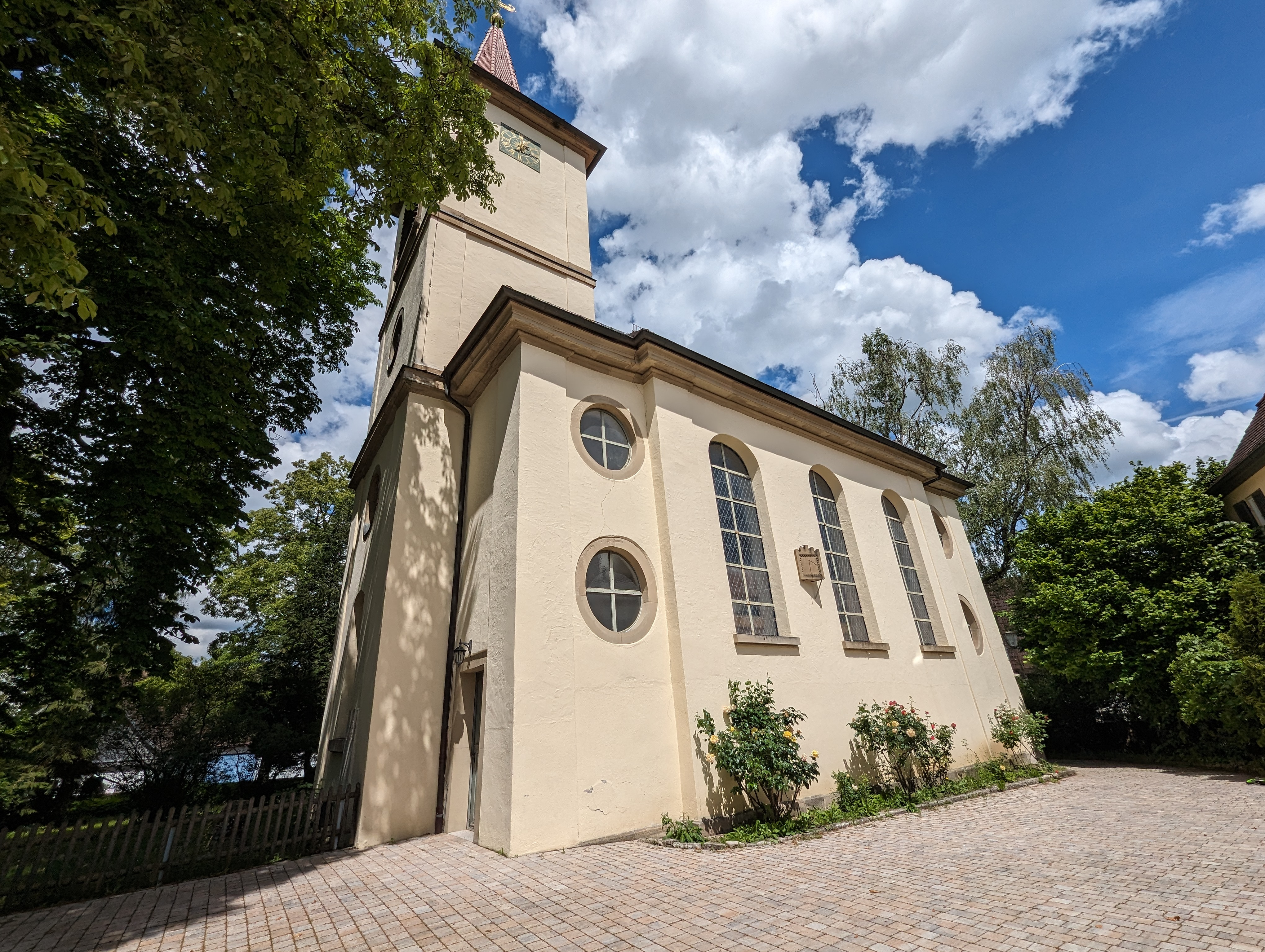
Seitenansicht der Peter-und-Paul-Kirche

Urkundlich erwähnt ist, dass Altenmünster zu Beginn des 14. Jahrhunderts zum Patronat des Klosters Ellwangen gehörte. Der erste Pfarrer wirkte hier ab 1285. Der erste namentlich erwähnte Pfarrer war Konrad Faber ab dem Jahre 1378. Zu Lebzeiten Johannes Brenz’ unter Pfarrer Hans Karpf (1523–1548) wurde die Kirche evangelisch. Der spätgotische Vorgängerbau mit Hochaltar der bis heute den Ortskern prägenden Peter-und-Paul-Kirche stammt aus dem Jahre 1444 und musste wegen Baufälligkeit 1730 abgerissen werden. Bereits 1731 konnte der bis heute bestehende Nachfolgebau fertiggestellt werden. 1752 wurde er mit einer einmanualigen Orgel im barocken Stil versehen, die 1964 von Helmut Bornefeld erweitert und neu disponiert wurde. Diese Orgel stammt ursprünglich nach widersprüchlichen Angaben entweder aus der Werkstatt des Hofener Orgelbauers Johann Georg Allgeyer d. J., oder der seines Bruders Joseph Allgeyer aus Wasseralfingen. Das gleich neben der Kirche stehende Pfarrhaus stammt aus dem Jahr 1767.
1973 wurde die Friedenskirche an der Mündung der Kirch- in die Gaildorfer Straße gebaut. Die Allgeyer-Orgel wurde demontiert und in das neue Gotteshaus verbracht. Die alte Peter-und-Paul-Kirche verlor an Bedeutung und verfiel zusehends. Dank zahlreicher Spenden wurde es jedoch möglich, sie in den Jahren 1993–96 unter Pfarrer Helmut Buddensiek umfassend zu sanieren und zu renovieren. In diesem Zuge wurde für die Friedenskirche auch eine neue Mühleisen-Orgel in Auftrag gegeben und die Allgeyer-Orgel kehrte zurück an ihren angestammten Platz.
Die Peter-und-Paul-Kirche wird heutzutage genutzt für Trauungen, für das wöchentliche Abendgebet, für die Gottesdienste in den großen Ferien sowie für einzelne besondere Gottesdienste wie Christi Himmelfahrt, Buß- und Bettag, den Volkstrauertag und den Sonntag nach Weihnachten. Auch finden hier immer wieder Konzerte statt, da der Kirchenraum eine hervorragende Akustik hat.

## Infrastruktur

### Verkehr
Altenmünster liegt an der Landesstraße 1066. Die Gebiete nördlich der Bahntrasse können durch eine Bahnunterführung der L 1066, eine Bahnüberführung der K 2641 sowie eine um die Jahrtausendwende errichtete Fußgänger- und Radfahrerbrücke nahe dem Wasserturm erreicht werden.
Der Ortsteil ist vollständig durch die Buslinie 52 des Stadtbusses Crailsheim an den öffentlichen Personennahverkehr angeschlossen.

### Öffentliche Einrichtungen
- Turn- und Festhalle Altenmünster

### Bildung
- Grundschule Altenmünster (ehem. Grund- und Hauptschule)
- Horaffen-Kindergarten (städtisch)
- Regenbogen-Kindergarten (ehem. evangelisch, heute städtisch)

### Sport und Vereinsleben
- Vereinsheim und diverse Sportstätten des ESV Crailsheim
- Vereinsheim und diverse Sportstätten des VfR Altenmünster
- Vereinsheim und Schießanlagen der Crailsheimer Sportschützen
- Sängerbund Altenmünster

## Sehenswürdigkeiten und markante Bauwerke
- Peter-und-Paul-Kirche von 1731
- Altes Pfarrhaus von 1767

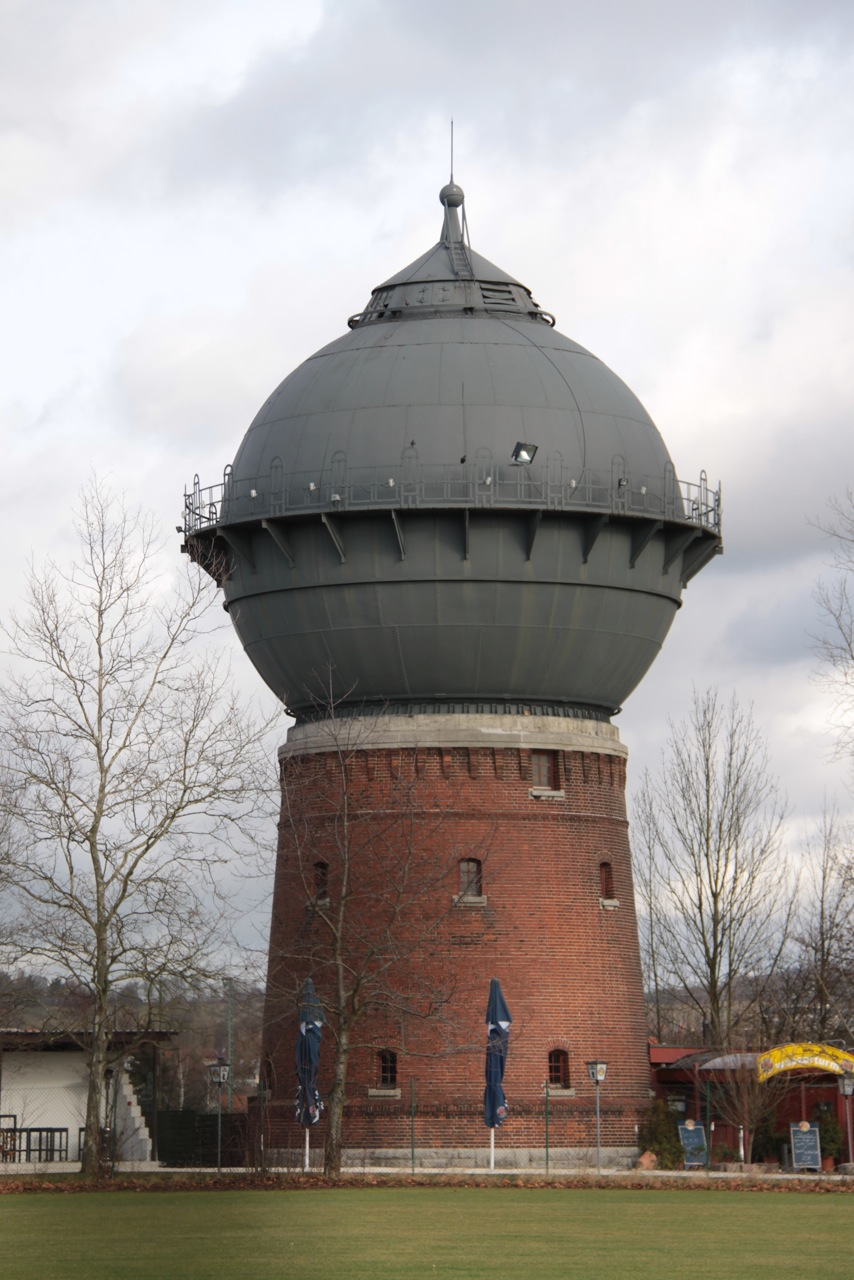
Wasserturm Crailsheim–Altenmünster

- Historisches Bahnbetriebswerk, errichtet ab 1870
- Wasserturm der Bahn nach August Klönne von 1912
- Friedenskirche von 1973
- Lehenbusch-Hochhaus um 1970
- Flügelau-Hochhaus um 1970